# Rhododendron 'Floda'
Rhododendron 'Floda' — сорт рододендронов гибридного происхождения.

## Биологическое описание
В возрасте 10 лет высота растений около 90—120 см.
Листья эллиптические, плоские, остроконечные, с клиновидным основанием, зелёные, глянцевые, длиной около 3,5 см. Осенью красные, сохраняются 1 год.
Соцветие шарообразное, несёт 3—8 цветков.
Цветки воронковидные, около 5 см в диаметре, светло-пурпурно-розовые края к центру цветка светлеют до белого и светло-розового, пятно на верхнем лепестке состоит из жёлто-оранжевых точек. Аромат отсутствует.
Цветение очень раннее.

## В культуре
Выдерживает понижения температуры до −32 °C.